# Estanh Obago
L'estanh Obago és un llac glacial que es troba a la conca oriental del Circ de Colomèrs al vessant nord del Pirineu. La seva altitud és 2.230 metres i la seva superfície és de 13,6 hectàrees. Forma part de la zona perifèrica del Parc Nacional d'Aigüestortes i Estany de Sant Maurici, i pertany al terme municipal de Naut Aran a la vall d'Aran.
Està alimentat de manera natural pels emissaris dels estanys de Pòdo i Ratera de Colomérs, i desaigua a l'estany Redon. Amb el propòsit d'augmentar la conca per l'aprofitament hidroelèctric, la Sociedad Productora de Fuerzas Motrices va construir una canalització soterrada d'aigua des del Lac de Baish (2.267 metres) del Circ de Saboredo cap l'estany Obago, la qual acaba al Barratge d'Aiguamòg i d'allà es transfereix a la Central d'Arties.
Rutes
Procedint des del refugi de Colomers (2.135 metres) cal seguir el sender GR 11 en direcció el Port de Ratera; un cop passats els estanys Llong de Colomèrs i Redon s'arriba a l'Obago.